# Хлорид иттербия(III)
Хлорид иттербия(III) — бинарное неорганическое соединение, соль металла иттербия и соляной кислоты с формулой YbCl3, бесцветные (белые) кристаллы, хорошо растворимые в воде, образует кристаллогидрат.

## Получение
- Действие хлора на металлический иттербий:

{\displaystyle {\mathsf {2Yb+3Cl_{2}\ {\xrightarrow {300^{o}C}}\ 2YbCl_{3}}}}
- Реакция соляной кислоты с металлическим иттербием, оксидом, гидроксидом или сульфидом иттербия:

{\displaystyle {\mathsf {2Yb+6HCl\ {\xrightarrow {}}\ 2YbCl_{3}+3H_{2}\uparrow }}}
{\displaystyle {\mathsf {Yb_{2}O_{3}+6HCl\ {\xrightarrow {}}\ 2YbCl_{3}+3H_{2}O}}}
{\displaystyle {\mathsf {Yb(OH)_{3}+3HCl\ {\xrightarrow {}}\ YbCl_{3}+3H_{2}O}}}
{\displaystyle {\mathsf {Yb_{2}S_{3}+6HCl\ {\xrightarrow {}}\ 2YbCl_{3}+3H_{2}S\uparrow }}}
- Реакция хлорида иттербия(II) с соляной кислоты:

{\displaystyle {\mathsf {2YbCl_{2}+2HCl\ {\xrightarrow {}}\ 2YbCl_{3}+H_{2}\uparrow }}}

## Физические свойства
Хлорид иттербия(III) образует бесцветные (белые) кристаллы моноклинной сингонии, пространственная группа C 2/m, параметры ячейки a = 0,673 нм, b = 1,165 нм, c = 0,638 нм, β = 110,4°, Z = 4.
Хорошо растворяется в воде. 
Образует кристаллогидраты состава YbCl3•6H2O.

## Химические свойства
- Безводную соль получают сушкой кристаллогидрата в вакууме:

{\displaystyle {\mathsf {YbCl_{3}\cdot 6H_{2}O\ {\xrightarrow {180^{o}C,NH_{4}Cl}}\ YbCl_{3}+6H_{2}O}}}
- При нагревании разлагается:

{\displaystyle {\mathsf {2YbCl_{3}\ {\xrightarrow {1300-1400^{o}C}}\ 2YbCl_{2}+Cl_{2}}}}
- Реагирует с разбавленными щелочами и концентрированным раствором аммиака, образуя гидроксид:

{\displaystyle {\mathsf {YbCl_{3}+3NaOH\ \xrightarrow {} \ Yb(OH)_{3}\downarrow +3NaCl}}}
{\displaystyle {\mathsf {YbCl_{3}+3NH_{3}\cdot H_{2}O\ \xrightarrow {} \ Yb(OH)_{3}\downarrow +3NH_{4}Cl}}}
- Восстанавливается водородом или электролизом:

{\displaystyle {\mathsf {2YbCl_{3}+H_{2}\ {\xrightarrow {560^{o}C}}\ 2YbCl_{2}+2HCl}}}
{\displaystyle {\mathsf {2YbCl_{3}\ {\xrightarrow {e^{-}}}\ 2YbCl_{2}+Cl_{2}}}}
- Вступает в обменные реакции[1]:

{\displaystyle {\mathsf {YbCl_{3}+3HF\ {\xrightarrow {}}\ YbF_{3}\downarrow +3HCl}}}